# Mila & Luna
Mila & Luna es una serie de libros ilustrados para niños publicados por Ediciones Piemme en la colección El Battello a Vapor, que tienen como protagonistas a dos niñas, la bruja Milla y el hada Luna, ambas de diez años.
La serie está llegando al capítulo 24.

## Autores
La autora de los libros de la serie trabaja bajo el seudónimo de Prunella Bat.
Los dibujos de los primeros tres títulos de la serie han sido hechos por Federico Nardo del estudio Red Whale. En los libros succesvos el diseño y las carátulas son de Marco Albiero y los dibujos de las páginas interiores de Matteo Piana.

## Ambientación: el barrio de Old Town
Las dos niñas viven en el barrio Old Town en el que vive la Gente, una comunidad de personas dotadas de poderes mágicos.
La Gente tiene dos reglas fundamentales:
- No revelar a los Otros (como llaman las personas privadas de poderes mágicos) la propia existencia.
- No usar nunca los propios poderes mágicos para hacer el mal.

Para tutelar estas reglas la Gente ha creado el Aro una sociedad compuesta de las brujas y de las hadas más poderosas.

## Las protagonistas

### Mila
Mila Elven es una bruja (solo por parte de padre) de alrededor de 10 años, con cabellos rojos y rizosos, llena de pecas (última estimación: 180) y del carácter extrovertido. Tiene pasión por la música es de signo zodiacal Aries.

### Luna
Luna Plum es un hada de alrededor de 10 años, es de origen caraibico de parte de madre. Tiene la piel color caramelo, cabellos negros y ojos azules, tiene un carácter tranquilo y su pasión es la danza y la moda. Es de signo zodiacal Virgo.
Mila y Luna son amigas inseparables y gracias a sus poderes se comunican telepáticamente y en cada aventura de la serie solucionan en favor del bien las situaciones más críticas.

## Otros personajes

### La familia de Mila

#### Valery Elven
Valery es la madre de Milla, aunque pertenece a la Gente no tiene poderes mágico (siendo la séptima hija de una séptima hija puede como mucho hacer aparecer flores). Debajo del pseudónimo de "Madame Natasha" escribe en la revista Lady Fashion. Es una pésima cocinera.

#### Martin Elven
Martin es el padre de Milla, director de la biblioteca de Old Town, tiene el poder mágico de comprender y traducir todas las lenguas y el lenguaje de los bebés como Lily Rosas.

#### Oliver
Oliver es el hermano menor de Milla, un niño muy inteligente, sin embargo a diferencia de la hermana no tiene poderes mágicos, excepto algo de telepatía. Tiene ocho años y pelea siempre con Mila. 

#### Agatha Elven
Agatha es la abuela de Mila, bruja muy poderosa. La mujer posee una colección de más de 1230 cappellini muy originales.

#### Elvina Elven
Elvina es la bisabuela de Mila. Con la vejez ha perdida muchos de sus poderes mágicos.

#### Gummitch
Gummitch es el gato de la casa Elven, es negro, gordo y un poco vanidoso. Es de origen inglés y ama las comidas preparadas.

### La familia de Luna

#### Dan Plum
Dan es el padre de Luna, un arqueólogo desaparecido años antes del inicio de la serie durante una misión en Asia. No posee ningún poder, a pesar de que su madre sea Endora, el hada más poderosa del Aro de Old Town. En el libro 7, Mila y Luna le reencuentran en China. Después de su vuelta, abre la agencia de viajes "Shangri La".

#### Eglantina Plum
Eglantina, madre de Luna, es una bellísima hada de piel oscura; sabe de peluquería y dibuja vestidos que vende en su boutique de moda La Reina Mab. Tiene también otra hija más, Lily Rosas. Esta última nace en el periodo de tiempo comprendido entre el libro 11 y el libro 12.

#### Endora Plum
Endora, abuela de Sugar, es el hada más potente de Old Town, miembra del Aro, con pasión por viajar y las ropas orientales. hace jogging. Su mejor amiga es Agatha, abuela de Mila. Se pelea siempre con Alberta, que odia el deporte y las comidas sanas, cosas que el hada adora. Es la madre de Dan.

#### Lily Rosas Plum
Lily Rosas es la hermanita de Luna, de alrededor de un año de edad. Sus poderes no son todavía claros ni desarrollados, pero en el libro 13 el anillo de Araminta los hace aumentar. Esta potencia desaparece después de la restitución de la joya.

#### Alberta
Alberta es la vanidosa vecina de Luna. Sigue todas las telenovelas, es golosisima y se lleva fatal con Gummitch. Es una amante del shopping. 

### Los malos
En cada libro de la serie Mila y Luna deben afrontar una serie de enemigos, algunos de los cuales solo salen en un libro, pero el principal antagonista es Dragomir, que regresa en muchos capítulos.

#### Dragomir
Dragomir pertenece a la Gente buia, aquellas personas que usan los poderes mágicos para sus propios intereses y para hacer el mal. Desde hace años vive casi del todo privado de sus poderes (que busca continuamente) y relegado a vivir en las alcantarillas de Old Town gracias a un encantamiento de Agatha y Endora.

#### Gravalax
Gravalax es el mayordomo de Dragomir. Es calvo y palidisimo. Dragomir lo trata fatal.

#### Jago
Jago es un experto de tecnologías (trabaja en la tienda de informática y electrónica de Old Town), y pone sus conocimientos al servicio del pérfido Dragomir.

### Recopilaciones
- Prunella Bat, Un mágico verano, El battello a vapor, Piemme, 2007. ISBN 978-88-384-3314-6
- Prunella Bat, Un mágico verano 2, El battello a vapor, Piemme, 2008. ISBN 978-88-384-9873-2
- Prunella Bat, Un mágico verano 3, El battello a vapor, Piemme, 2009. ISBN 978-88-566-0512-9
- Prunella Bat, Un mágico verano 4, El battello a vapor, Piemme, 2010. ISBN 978-88-566-1350-6
- Prunella Bat, Un mágico verano 5, El battello a vapor, Piemme, 2011. ISBN 978-88-566-1962-1
- Prunella Bat, Un mágico Natal, El battello a vapor, Piemme, 2011. ISBN 978-88-566-2493-9
- Prunella Bat, Un mágico verano 6, El battelo a vapor, Piemme, 2012. ISBN 978-88-566-2644-5
- Prunella Bat, Un mágico verano 7

## Enlaces externios
- Sito oficial de Milla & Sugar, piemme3.bluestudio.it.
- Sito oficial de Ediciones Piemme, edizpiemme.it.
- Sito oficial de Marco Albiero, burningblood.it.

- Datos: Q3857938